# Zelandotipula nigrosetosa
Zelandotipula nigrosetosa is een tweevleugelige uit de familie langpootmuggen (Tipulidae). De soort komt voor in het Neotropisch gebied.